# Robert Alexander Falla
Pour les articles homonymes, voir Falla.
Sir Robert Alexander Falla (21 juillet 1901 – 23 février 1979) est un ornithologue, explorateur et administrateur de musée néo-zélandais.

## Biographie
Il est assistant zoologiste dans l'expédition BANZARE dirigée par Sir Douglas Mawson et président fondateur de la Société Ornithologique de la Nouvelle-Zélande. Il est impliqué dans l'organisation du programme de surveillance des côtes subantarctique nommé Cape Expedition, et mené en temps de guerre entre 1941 et 1945. Il a occupé des postes dans divers musées de Nouvelle-Zélande notamment celui de directeur du Musée Te Papa Tongarewa de 1947 à 1966. Il est membre de la Royal Australasian Ornithologists Union (RAOU), la préside entre 1951 et 1952, et est fait fellow (membre d'honneur) en 1973.
Il a notamment décrit le Cormoran de Heard, le Pétrel de Pycroft et le Puffin du Westland. Le scinque Oligosoma fallai commémore son nom, tout comme le Pétrel de Vanuatu nommé Falla's Petrel par les anglophones.